# Archivo General de Simancas
Archivo General de Simancas (także Archivo Histórico de Simancas lub Archivo Nacional de Simancas) – archiwum zlokalizowane w hiszpańskim zamku Simancas w Simancas.

## Historia
Archiwum w tym zamku, położonym niedaleko od Valladolid polecił założyć ówczesny król Hiszpanii Karol I (prawdopodobnie za namową swego sekretarza Francisca de los Cobos y Molina), rozkazem z 16 września 1540. Dokumenty umieszczono wtedy w jednej z wież zamku. Syn Karola I, Filip II stwierdził, że pomieszczenia w wieży nie nadają się do przechowywania wielkich ilości dokumentów i nakazał przebudowę zamku w taki sposób, aby dobrze spełniał on rolę archiwum. Prace zlecono królewskiemu architektowi Juanowi de Herrera, który przedstawił plany przebudowy zamku do roli archiwum w 1578. Tym samym archiwum w Simancas stało się pierwszym archiwum zaprojektowanym do tego celu, chociaż początkowo nie obejmowało całego zamku (do 1599 na zamku funkcjonowało też więzienie).  
Wnętrza zamku przebudowano, zachowując wygląd zewnętrzny warowni, natomiast Filip II w 1588 wydał zasady funkcjonowania archiwum, które są uważane za pierwsze regulacje prawne dotyczące archiwistyki.
W archiwum w Simancas gromadzono dokumenty związane z zarządzaniem państwem hiszpańskim wraz z terytoriami podległymi, stąd znajdują się tam dokumenty dotyczące historii Portugalii, Flandrii, Niderlandów i Italii, które znajdowały się pod panowaniem hiszpańskich królów oraz ich kolonii. Kolekcje obejmują też dokumenty królewskie, takie jak nadania, testamenty, traktaty międzypaństwowe. Zbiory kartograficzne, składające się z map, planów rysunków obejmują 7992 jednostki archiwalne.
W 1844, po zmianach politycznych, archiwum przestało gromadzić dokumenty i stało się miejscem do badania już zebranych kolekcji.
Najstarszy dokument w Archiwum pochodzi z 1189, ostatni z 1868.

## Archiwum dzisiaj
Obejmując swym zasięgiem prawie cały okres współczesności, a geograficznie znaczną część Europy wraz z Północną Afryką, Indiami, Ameryką i częścią Azji, Archiwum Simancas może być porównywalne z Archiwum Watykańskim pod względem ważności dla historyków. 
Po zmianie charakteru archiwum przeprowadzano prace dostosowujące je do nowych zadań, ułatwiające pracę badawcze. Największe zmiany zaszły w latach 1950–1960. W 2006 oddano do użytku nowy budynek, przylegający do fosy zamku. Nowy budynek zawiera salę audiowizualną, widownię, sale wielofunkcyjne i pomieszczenia wystawowe, gabinety pedagogiczne, pomieszczenia do rozbudowy biblioteki pomocniczej, magazyny i maszynownie. Archiwum organizuje tam wystawy czasowe ze swoich zbiorów.
Badacze pracujący w czytelni Archiwum mają do swej dyspozycji 33 miejsca, wyposażone w 9 komputerów, na miejscu jest czytnik mikrofilmów, dostępna jest kamera cyfrowa. Dokumenty mogą być kopiowane lub skanowane. Podręczna biblioteka zawiera 23219 monografii i 577 tytułów periodyków.
Archiwum zajmuje powierzchnię 5998 m², z czego 1274 m² zajmują zbiory, umieszczone na półkach o długości 12 153 m. Przy Archiwum działają pracownie konserwacji i restauracji dokumentów.
Archiwum można zwiedzać w zorganizowanych grupach po uprzednim uzgodnieniu.

## Lista Pamięci Świata
W 2017 Archiwum zostało wpisane na listę Pamięci Świata jako miejsce ważne dla badań nad historią.